# Pachyiulus
Pachyiulus är ett släkte av mångfotingar. Pachyiulus ingår i familjen kejsardubbelfotingar.

## Dottertaxa tillPachyiulus, i alfabetisk ordning[1]
- Pachyiulus asiaeminoris
- Pachyiulus aternanus
- Pachyiulus berlesei
- Pachyiulus bosniensis
- Pachyiulus brussensis
- Pachyiulus cassinensis
- Pachyiulus cattarensis
- Pachyiulus cedrophilus
- Pachyiulus clavatus
- Pachyiulus comatus
- Pachyiulus communis
- Pachyiulus continentalis
- Pachyiulus creticus
- Pachyiulus dentiger
- Pachyiulus domesticus
- Pachyiulus flavipes
- Pachyiulus foetidissimus
- Pachyiulus fuscipes
- Pachyiulus genezarethanus
- Pachyiulus humicola
- Pachyiulus humicolus
- Pachyiulus hungaricus
- Pachyiulus longelobulatus
- Pachyiulus marmoratus
- Pachyiulus oraniensis
- Pachyiulus pluto
- Pachyiulus posthirsutus
- Pachyiulus semiflavus
- Pachyiulus silvestrii
- Pachyiulus sinaimontis
- Pachyiulus speciosus
- Pachyiulus turcicus
- Pachyiulus valonensis
- Pachyiulus varius
- Pachyiulus venetus